# شب الكروم
شب الكروم (أو كبريتات البوتاسيوم والكروم الثلاثي) هو مركب كيميائي صيغته KCr(SO4)2، وهو بذلك من الأملاح المزدوجة. ويطلق عليه الاسم التاريخي شب الكروم Chrome alum، لأنه يناظر مركبات الشب في تركيبه، لكنه لا يحوي على الألومنيوم إنما على الكروم الثلاثي.
يوجد شب الكروم غالباً بشكله المائي (هيدرات) مع اثني عشر جزيئاً من الماء KCr(SO4)2·12(H2O)؛ لكن يمكن أيضاً أن يكون عدد جزيئات ماء التبلور إما 6 أو 2 أو 1.

## التحضير
يحضر هذا المركب من تفاعل ثنائي كرومات البوتاسيوم مع ثنائي أكسيد الكبريت، أو باستخدام مختزل آخر مثل الكحولات بوجود حمض الكبريتيك.

## الخواص
يوجد المركب في الشروط القياسية على هيئة صلب قرمزي إلى بنفسجي، وهو ينحل في الماء بشكل جيد. لمحاليله لون بنفسجي غامق، وتصبح ذات لون أخضر عند التسخين إلى درجات حرارة تتجاوز 50 °س.

## الاستخدامات
يستخدم هذا المركب بشكل واسع في مجال دباغة الجلود؛ إذ تعمل أيونات الكروم الثلاثي على تدعيم الجلد عن طريق إنشاء روابط شبكية مع ألياف الكولاجين في بنية الجلد.